# جاشوا بل
جاشوا بل (به انگلیسی: Joshua Bell) (زاده ۹ دسامبر ۱۹۶۷) نوازنده ویولن و رهبر ارکستر اهل ایالات متحده آمریکا است.

## زندگی‌نامه
بل در بلومینگتون، ایندیانا متولد شد، پدر و مادرش هر دو روانشناس بودند. هنگامی که یک کودک چهار ساله بود، مادرش متوجه شد که او تعدادی نخ پلاستیکی را به دستگیره‌های کشوی لباسش وصل کرده و آهنگ‌هایی را که مادرش با پیانو می‌نوازد تقلید می‌کند. در آن زمان والدین او برایش یک ویولن با اندازه‌ای مناسب یک کودک پنج ساله خریداری کردند و به این ترتیب او فراگیری موسیقی را از همان سن، به صورت جدی آغاز نمود.
او به‌عنوان یک شاگرد باهوش حین فراگیری ویولن به زندگی عادی‌اش نیز می‌پرداخت و مانند دیگر هم سن و سالانش به بازی های کامپیوتری علاقه داشت. اولین استاد موسیقی‌اش Mimi Zweig بود، پس از او Josef Gingold با اطمینان از اینکه والدین بل سعی ندارند پسرشان را به آموزش پیانو مجبور کنند، بلکه هدف اصلی شان شکوفا شدن استعدادهای نهفته اوست، آموزش او را عهده‌دار شد. بل همواره با علاقه بسیار از او به عنوان استاد و راهنمایی بزرگ یاد می‌کند.
بل در سن چهارده سالگی، به عنوان تک نواز ویولن در ارکستر فیلادلفیا به رهبری Riccardo Muti فعالیت حرفه‌ای اش را آغاز نمود. سپس در مدرسه موسیقی ژاکوب دانشگاه ایندیانا (Jacobs School of Music Indiana University) در رشته ویولن به تحصیل پرداخت. در سال ۱۹۸۵ به عنوان اولین حضورش در Carnegie Hall همراه ارکستر سمفونیک St Louis ویولن نواخت و تا کنون با بسیاری از ارکسترها و رهبران بزرگ موسیقی همکاری داشته‌است.

## آزمایش واشینگتن پست
در ۱۲ ژانویه ۲۰۰۷ به ابتکار واشینگتن پست، بل در یک ایستگاه مترو در واشینگتن کلاه بیسبالی در جلوی خود گذاشت و به نواختن موسیقی مشغول شد. این آزمایش با دوربین مخفی بر روی نوار ذخیره می‌شد و در طی آن، ۱۰۹۷ نفر از جلوی وی گذر کردند. از میان این افراد تنها ۷ نفر برای شنیدن ایستادند و فقط یکنفر وی را شناخت. وی برای نزدیک به ۴۵ دقیقه اجرا $۳۲٫۱۷ بدست آورد که ۲۰ دلار از آن مربوط به فردی بود که وی را شناخته بود. جاشوا بل، همان قطعاتی را در مترو نواخت که در شب پیش از آن در کنسرتی نواخته بود.
جین واینگارتن که اجرا کنندهٔ این آزمایش و نویسندهٔ مقاله‌ای در این باره بود نیز موفق به دریافت جایزه پولیتزر شد.